# 贝拉尔加
贝拉尔加（法語：Bélarga，法語發音：[belaʁɡa]）是法国埃罗省的一个市镇，属于洛代沃区。

## 地理
贝拉尔加（43°33'9"N, 3°29'13"E）面积4.13 平方千米，位于法国奧克西塔尼大區埃罗省，该省份为法国南部沿海省份，南濒地中海，西南接奥德省，西北接塔恩省和阿韦龙省，东北与加尔省接壤。
与贝拉尔加接壤的市镇（或旧市镇、城区）包括：康帕尼昂、波朗、普莱桑、皮拉谢、圣帕瓜尔、特雷桑。

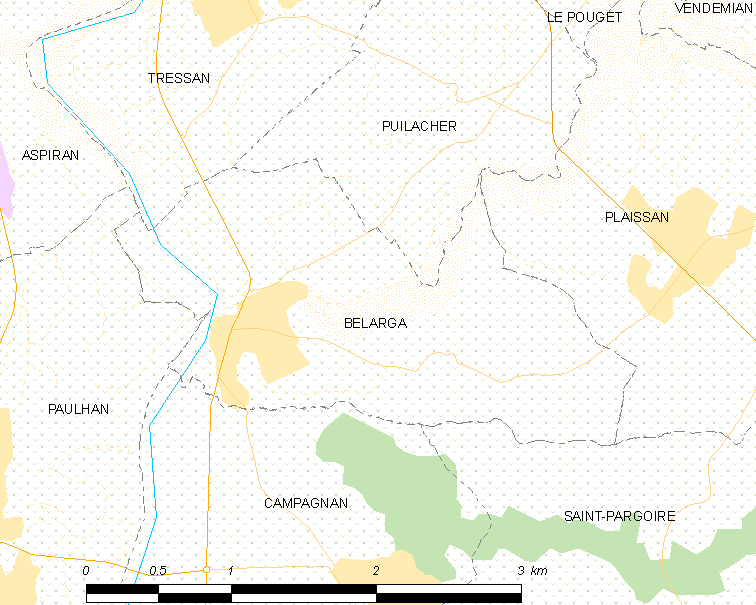
贝拉尔加的OSM定位图

贝拉尔加的时区为UTC+01:00、UTC+02:00（夏令时）。

## 行政
贝拉尔加的邮政编码为34230，INSEE市镇编码为34029。

## 政治
贝拉尔加所属的省级选区为日尼亚克县。

## 人口

1962-2008年间贝拉尔加人口变化图示

贝拉尔加于2022年1月1日时的人口数量为662人。